# Santa Magdalena de les Tàpies
Santa Magdalena de les Tàpies és una capella de la masia de les Tàpies, al municipi de Castellar de la Ribera (Solsonès), inclosa a l'Inventari del Patrimoni Arquitectònic de Catalunya.

## Situació
La masia i la capella es troben a la part central-nord del terme municipal, al marge dret de la Ribera Salada, al nord del serrat de Savila, entre els torrents de la Vila i el de Freixa.
S'hi va des del punt quilomètric 89,2 de la carretera C-26 (42° 01′ 26″ N, 1° 22′ 18″ E / 42.023787°N,1.371566°E). Es pren la pista que surt en direcció nord. Immediatament es bifurca i s'agafa la pista de la dreta que ascendeix, entre bosc, pel marge esquerre del torrent de la Vila fins a arribar als plans de la carena on s'alça la masia (1,6 km). Cal senyalar que la capella està plenament integrada dins el recinte d'edificacions auxiliars de la masia. Si algú de la casa no obre les portes, no es pot veure res.

## Descripció

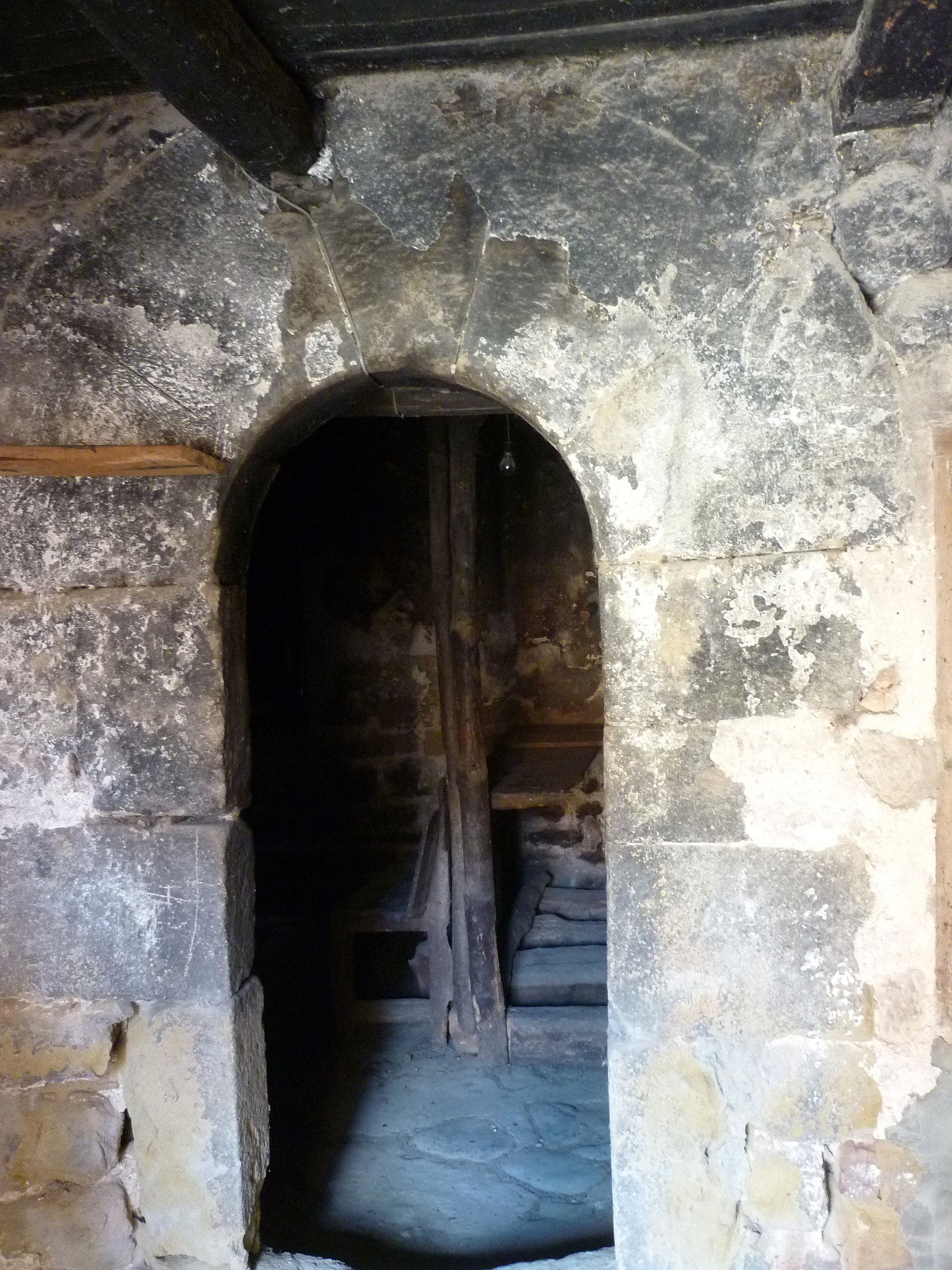
El portal des de l'exterior

L'església és d'una sola nau rectangular coronada vers llevant per un absis semicircular adornat amb un fris d'arcuacions entre lesenes. No és possible contemplar tot l'absis sencer, ja que un sostre de construcció recent el parteix tot deixant a l'habitacle de sota, el sòcol d'un metre d'alçada i uns 40 cm de dues lesenes, mentre que al superior hi són visibles les poques arcuacions que s'han salvat de l'arrebossat. El parament fou sobre alçat a partir d'uns quatre metres.
A l'exterior només es veu el mur que dona a tramuntana i uns pocs metres del de migjorn, on s'obre la porta d'entrada coberta amb un arc de mig punt i construïda amb grans dovelles treballades finament.
Existeixen tombes antropomorfes al peu del mur de tramuntana.

## Història
A desgrat que el topònim "Tàpia" apareix en un document de l'any 1037, de l'església de Santa Magdalena res no hem trobat escrit. Actualment el mur exterior de l'absis està habilitat com a cort de porcs. L'espai interior també és utilitzat per a usos aliens al culte.